# The Way You Make Me Feel
The Way You Make Me Feel（中国大陆译名：你给我的感觉，台湾译名：再多几次），是美國歌手迈克尔·杰克逊第七張專輯《Bad》裏的第三支单曲，发表于1987年11月9日。这首歌是杰克逊自己谱写并和昆西·琼斯共同制作的。这首歌在美国Billboard Hot 100单曲榜内待了18个星期，并夺得了R&B榜的冠军。

## 歌曲介紹

### 背景与组成
“The Way You Make Me Feel”是首充滿节奏蓝调和聲的歌曲。（页面存档备份，存于）杰克逊说这首歌是为他的母亲凯瑟琳·杰克逊所写的，歌曲的开头歌词是：“嘿，穿着高跟鞋的漂亮宝贝。”
杰克逊在歌曲中音域跨度从B3到A5。关键是发挥E大调。“The Way You Make Me Feel”有一个中等节奏的中岩，具有每分钟敲打120次的节拍器。当杰克逊唱“女孩！嗷！”时，歌曲遵循♭的C-E中的和弦/ C-C-C/ E♭在第一线，并在第二线有相同的进展。（页面存档备份，存于）

### 現場表演
该歌曲最著名的一次演出是在1988年格莱美奖颁奖典礼现场，杰克逊现场表演了其的慢版改编曲，赢得了很多好评。在他的演唱会表演这首歌时，舞台上通常会有一个短裙模特女郎来回走动，而杰克逊则像在MV里表演的那样，紧随不捨。

### 單曲收錄
“The Way You Make Me Feel”收錄於迈克尔·杰克逊1987年的第七张录音室专辑《Bad》，史诗唱片公司在當年11月將這首歌曲作为專輯的第三支单曲發行。
“The Way You Make Me Feel”已被迈克尔的多张精选集和汇编专辑收录，（页面存档备份，存于）（页面存档备份，存于）（页面存档备份，存于）
包括杰克逊1995年的双碟合辑《HIStory》的第一面、2003年的精选辑《Number Ones》，以及2009年的遗作《This Is It》均有收录。

## 参見
- Bad